# Sołomon Bart
Sołomon Bart, ros. Соломон Барт (ur. ok. 1885, zm. 13 sierpnia 1941 w Warszawie) – rosyjski poeta i pisarz

## Życiorys
Urodził się jako Sołomon Wieniaminowicz Kopelman. Był z pochodzenia Żydem. Od okresu dziecięcego był inwalidą. W 1915 w Piotrogradzie sfinansował opublikowanie zbioru poetyckiego pt. „Almanachi stichow, wychodiaszczije w Pietrogradie”, który zawierał wiersze młodych poetów rosyjskich. Znalazły się w nim też wiersze S. Barta. Pod koniec 1917 wyszedł jego autorstwa zbiór poetycki pt. „Fłoridei”. Pod koniec 1918 przybył do Warszawy, choć do pocz. lat 30. nie kontynuował kariery literackiej. Dopiero w 1931 wszedł w skład emigracyjnej grupy rosyjskiej „Wspólnota literacka”, nawiązując bliskie kontakty z Lwem Gomolickim. Jego wiersze i opowiadania zaczęły być publikowane w gazetach „Za swobodu!”, „Mołwa” i „Miecz”. Wydał kolejno zbiory poetyckie pt. „Stichi” 1933), „Kamni… Tieni…” (1934), „Dusza w inoskazanji” (1935), „Piśmiena” (1936), „Woroszytieli sołomy” (1939). Do twórczości poetyckiej S. Barta nawiązywał Julian Tuwim. 
W listopadzie 1940 trafił do warszawskiego getta. Zmarł z głodu 13 sierpnia 1941 r.
W 2002 w USA ukazała się publikacja dotycząca twórczości literackiej S. Barta pt. „Bart Sołomon. Sobranije stichotworienij”. W 2008 r. w Moskwie opublikowano całość jego utworów poetyckich pt. „Bart S. Stichotworiennija. 1915-1940. Proza. Piśma”.